# Ivan Graanoogst

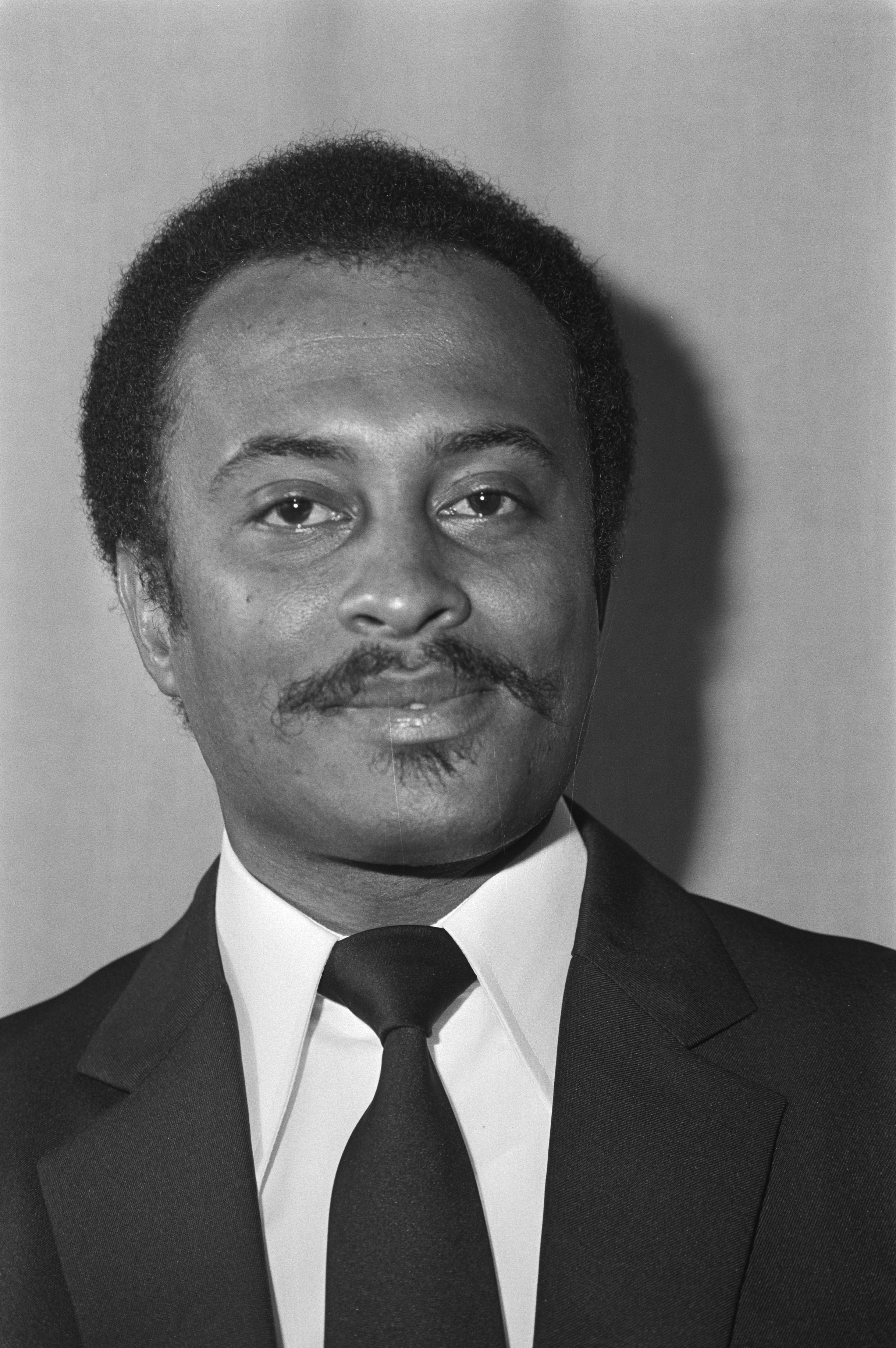
Ivan Graanoogst

Ivan Graanoogst war im Jahr 1990 für sechs Tage Interimspräsident von Suriname.
Graanoogst, Chef der Militärpolizei des Landes, war vom 24. Dezember 1990 – dem Tag des sogenannten Telefoncoups – bis zum 29. Dezember 1990, also 6 Tage, als Nachfolger von Ramsewak Shankar Staatspräsident und gleichzeitig Oberbefehlshaber der Streitkräfte Surinames. Sein Nachfolger im Amt des Staatspräsidenten wurde Johan Kraag.
Als Vorsitzender der Inaugurationskommission von Präsident Dési Bouterse betrat Graanoogst im August 2010 erneut die politische Bühne.
| Personendaten    | Personendaten                |
| ---------------- | ---------------------------- |
| NAME             | Graanoogst, Ivan             |
| KURZBESCHREIBUNG | Staatspräsident von Suriname |
| GEBURTSDATUM     | 20. Jahrhundert              |